# Upper Heyford (Oxfordshire)
Upper Heyford – wieś w Anglii, w hrabstwie Oxfordshire, w dystrykcie Cherwell. Leży 20 km na północ od Oksfordu i 92 km na północny zachód od Londynu. W 2011 miejscowość liczyła 1295 mieszkańców.